# Pierre Mahend Betind
Pierre Mahend Betind (* 5. Februar 1930 in Indikbiakat, Département Nkam, Französisch-Kamerun; † 10. Oktober 2002 in Douala) war ein kamerunischer baptistischer Pfarrer und einer der ersten promovierten Ethnologen Kameruns.
Mahend erforschte als erster die Identität der Indikbiakat Banen, einer Völkergruppe im Süden Kameruns. Die hauptsächlich mündlich überlieferte Identität in Form von Sprache, Geschichte, Lebensweise, Religion und Mythen wurde von ihm in empirischen Untersuchungen erforscht und die soziokulturelle Organisation der Banen Indikbiakat Kameruns in verschiedenen Schriften niedergeschrieben und veröffentlicht.
Er war Gründer des Ortes Boumben, eines Sammlungs- und Rücksiedlungsorts der aus ihrer Heimatregion vertriebenen Banen. In Boumben lebten zeitweise mehr als 2000 Personen.

## Leben
Pierre Mahend Betind wurde als zweiter Sohn eines Evangelisten in Indikbalemb/Indikbiakat, einer Region im Süden Kameruns, geboren. Nach dem frühen Tod seiner Eltern und seines älteren Bruders wurde er als junger Mann zum Familienoberhaupt und übernahm gemäß der Tradition die Verantwortung für seine zwei jüngeren Geschwister und etliche Halbgeschwister, Vetter und Basen sowie betagte Onkel und Tanten.
1951 begann er eine Ausbildung zum Grundschullehrer und arbeitete anschließend als solcher bei der Mission Protestante Française, in Lokat und Sakbayeme, im französisch verwalteten Cameroun.
1957 entschied er sich für die theologische Laufbahn. Nach bestandener Aufnahmeprüfung und einer Vorbereitungsphase in Ndoungué, einer Ausbildungsstätte der UEBEC (Union des Eglises Baptistes du Cameroun), setzte er als Jahrgangsbester seine Studien ab 1961 in Paris an der theologischen protestantischen Fakultät fort und schloss sie 1964 mit der Licence ès Théologie ab.
Anschließend studierte er bei der Ethnologin Germaine Dieterlen an der École pratique des hautes études (EPHE) und schloss 1965 mit der Arbeit Symbolisme du nom chez les Banen („Namenssymbolik bei den Banen“) ab. 1970 promovierte er mit der Arbeit Organisation socio-politico-religieuse des Bantu du Cameroun central („Sozio-politisch-religiöse Organisation der Bantu in Zentralkamerun“) an der geisteswissenschaftlichen Fakultät der Universität von Paris (Sorbonne).
1968 gründete er den Verein Association pour la Sauvegarde de l’Enfance (Verein zur Förderung von benachteiligten Kindern).
Nach verschiedenen Lehrtätigkeiten in der Pariser Region und an der Sorbonne kehrte er 1971 nach Kamerun zurück, um in der baptistischen Kirche mitzuwirken. 1972 zum Pfarrer ordiniert, diente er in baptistischen Gemeinden in Yaoundé und Douala. Ab 2000 bis zu seinem Tod wirkte er aufgrund seiner Erfahrung als Missionar der UEBC in Nkondjock in Süd-Kamerun.
Pierre Mahend war verheiratet mit Elisabeth Ngobe Tombele. Das Paar hat eine gemeinsame Tochter, Isabelle Elisabeth Mbarga, geb. Onhiang Mahend, eine der ersten Politologinnen Kameruns.
Gemäß den Grundsätzen der Association pour la Sauvegarde de l'Enfance gehörten zu seinem Hausstand etliche andere Kinder und Jugendliche aus der Familie und dem weiteren Umfeld, die wie eigene Kinder erzogen und betreut wurden.

## Das Dorf Boumben – Opération Boum
Auf Initiative und unter der Leitung und Supervision von Pierre Mahend Betind und mit Hilfe von zahlreichen Freiwilligen (u. a. des christlichen Friedens- und Entwicklungsdienstes Eirene) entstand in den 1970er-Jahren als Projekt der Association pour la Sauvegarde de l‘Enfance das Projekt „Opération Boum“. Im Verlauf der bewaffneten Konflikte und Unruhen um die Unabhängigkeit Kameruns waren die Banen geflohen und zwangsweise umgesiedelt worden. Sie lebten fortan vornehmlich in den Slums der umliegenden Städte. Ziel des Projektes war es, den Banen eine neue Perspektive im neugegründeten Dorf Boumben in vornehmlich landwirtschaftlich ausgerichteten Projekten zu geben. Der Ort der Gründung, ca. 75 km von Douala entfernt, befindet sich auf dem Weg in das alte Besiedelungsgebiet der Banen. Den ersten Pionieren wurde die Möglichkeit gegeben, ein Stück Land zur Bewirtschaftung zu übernehmen und eine 7 Hektar große Kakaoplantage als Gemeinschaftspflanzung wurde angelegt. Es wurden eine Kirche, Straßen, Unterkünfte, ein Markt, ein Sportplatz, Werkstätten für Schreinerei und Maschineninstandsetzung, eine vollausgestattete Krankenstation und eine Grundschule errichtet, die zeitweise 300 Schüler zählte.

## Auszeichnungen
- Chevalier de l’Ordre de la Valeur (Kamerunischer Verdientsorden)

## Bibliographie
- Erôs et Agapè. Ndoungué 1961
- Perspective d'une écclésiologie africaine. Paris 1963
- Le symbolisme du nom chez les Banen. Paris 1965
- Rites et croyances relatifs à l’enfance chez les Banen du Cameroun. Paris 1967
- L’organisation socio-politico-religieuse des Banen du Cameroun, tome I et II. Paris 1970.